# Open Costa Adeje - Isla de Tenerife 2009
Il Open Costa Adeje - Isla de Tenerife 2009 è stato un torneo professionistico di tennis maschile giocato sulla terra rossa, che faceva parte dell'ATP Challenger Tour 2009. Si è giocato a Tenerife in Spagna dal 27 aprile al 3 maggio 2009.

## Partecipanti

### Teste di serie
| Nazionalità   | Giocatore               | Ranking* | Testa di serie |
| ------------- | ----------------------- | -------- | -------------- |
| Corea del Sud | Lu Yen-hsun             | 63       | 1              |
| Germania      | Philipp Petzschner      | 69       | 2              |
| Spagna        | Iván Navarro            | 90       | 3              |
| Spagna        | Miguel Ángel López Jaén | 173      | 4              |
| Austria       | Alexander Peya          | 187      | 5              |
| Australia     | Brydan Klein            | 190      | 6              |
| Stati Uniti   | Todd Widom              | 209      | 7              |
| Italia        | Paolo Lorenzi           | 211      | 8              |

- Ranking al 20 aprile 2009.

### Altri partecipanti
Giocatori che hanno ricevuto una wild card:
- Javier Martí
- Javier Padilla
- Narciso Reyes-Rygh
- Amador Romero-Torres

Giocatori passati dalle qualificazioni:
- Marco Chiudinelli
- Matthew Ebden
- Jean-Noel Insausti
- Filip Prpic

## Campioni

### Singolare
Marco Chiudinelli ha battuto in finale  Paolo Lorenzi con il punteggio di 6–3, 6–4

### Doppio
Philipp Petzschner /  Alexander Peya hanno battuto in finale  James Auckland /  Joshua Goodall con il punteggio di 6–2, 3–6, [10–4]